# Verband zur Wahrung der Interessen der bayerischen Radfahrer
Der Verband zur Wahrung der Interessen der bayerischen Radfahrer, seit 1901 Verband zur Wahrung der Interessen der Bayerischen Rad- und Motorfahrer, wurde am 27. März 1896 gegründet und umfasste das Königreich Bayern. Der Verband nutzte seine Verbindungen zur Politik zur Vereinheitlichung der Vorschriften für Radfahrer, zur Verbesserung der Straßen in Bayern und für Vereinfachungen beim Grenzübertritt.

## Geschichte
Hervorgegangen ist der Verein aus dem am 15. November 1895 gegründeten Verband zur Wahrung der Interessen der Münchener Radfahrer.

„Im Laufe des verflossenen Jahres hat sich in München ein Verband zur Wahrung der Interessen der Münchener Radfahrer gebildet, welchem sich bald alle Radfahrer-Corporationen Münchens und der Umgebung anschlossen. Im März 1896 wurde in München der Verband zur Wahrung der Interessen der bayrischen Radfahrer gegründet, in welchem obiger Münchener Verband aufging. Durch Eintritt einer grossen Anzahl Einzelfahrer, in Gruppen zusammengestellt, und Verbände radfahrender Officiere in den meisten bayrischen Regimentern und Militairabtheilungen wuchs dieser bayrische Verband auf die Höhe von 135 Korporationen und zählt jetzt über 10 000 Mitglieder. […]“

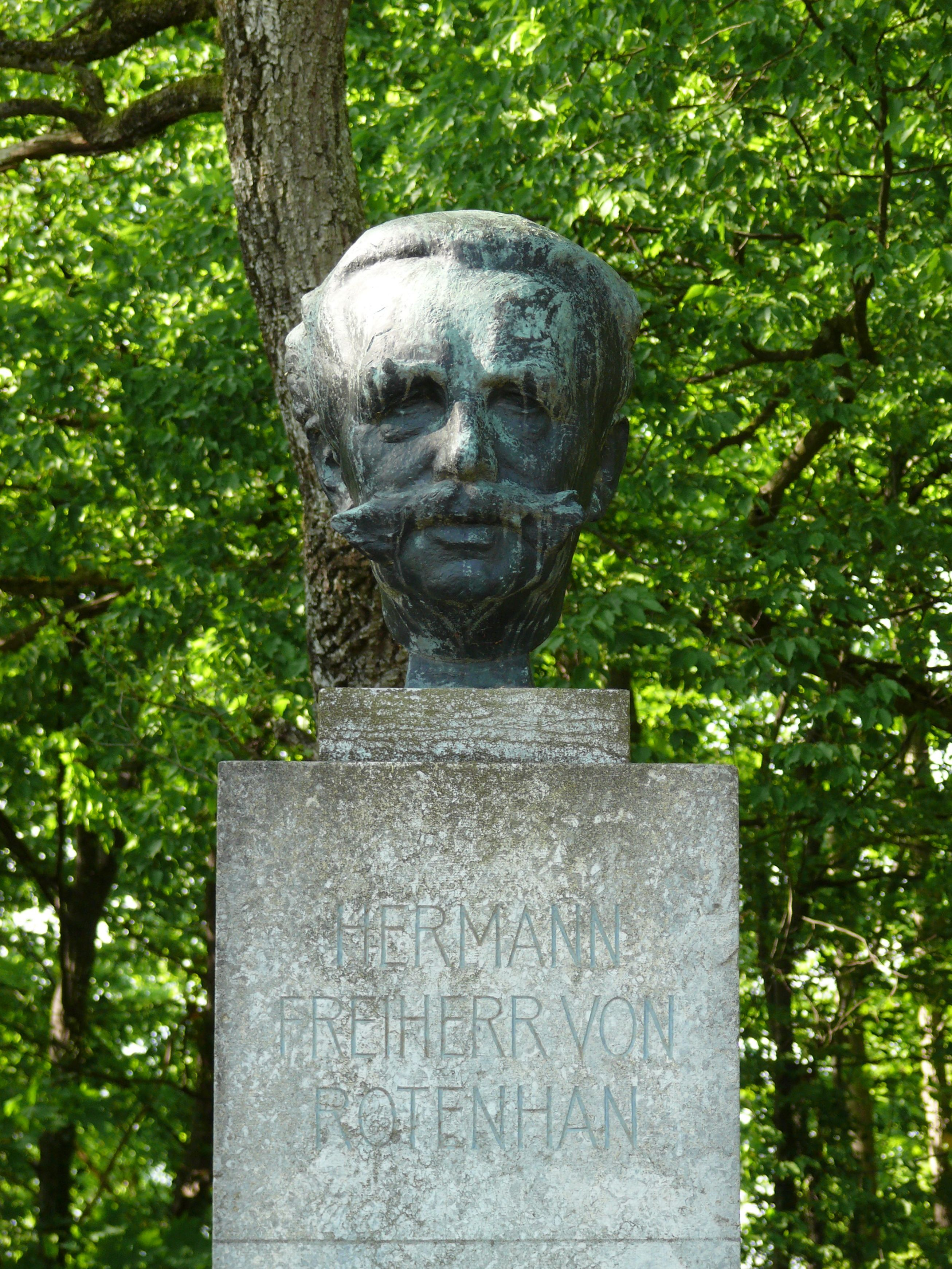
Denkmal für Hermann von Rotenhan in Gauting

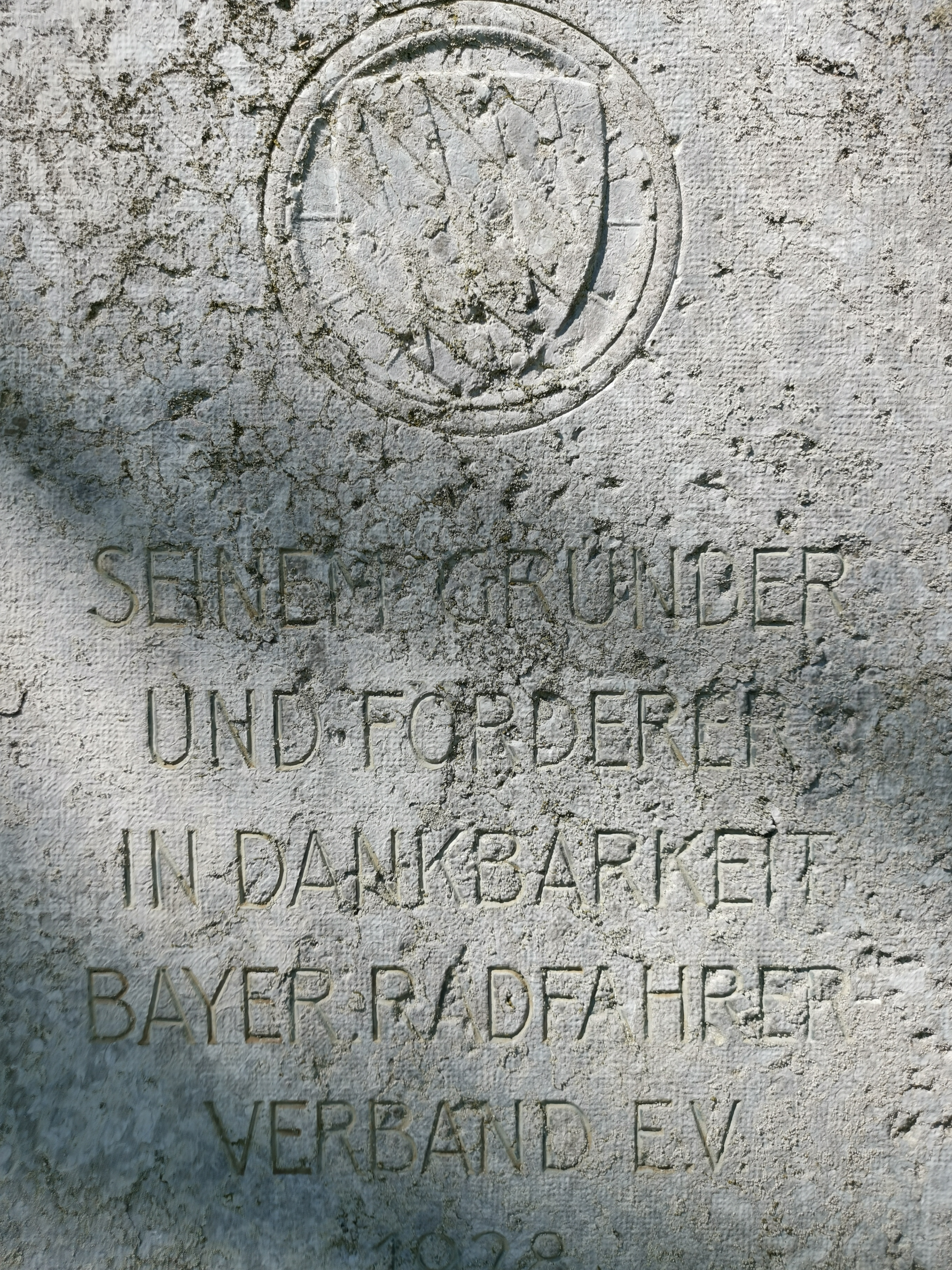
Inschrift des Denkmals

Schirmherr des Vereins war Ludwig Ferdinand von Bayern. Bereits 1898 hatte der Verband zur Wahrung der Interessen der bayerischen Radfahrer, dessen Gründungsvorsitzender Oberst Hermann von Rotenhan (1836–1914) war, der gar als „Urvater“ des Stadtradelns bezeichnet wurde, über 20.000 Mitglieder und verfügte über sehr gute Verbindungen in die bayerische Politik. Von Rotenhan war nicht nur Begründer und Gründungspräsident des Verbandes, sondern auch Schöpfer der Sanitätsradfahrer-Kolonne im Verband, aus dem 1909 der Deutsche Samariter- und Sanitätsradfahrer-Verband hervorging.
Die Eingabe des Verbands von 1897 mit der Bitte um Vereinheitlichung der Fahrvorschriften und Feststellung eines einheitlichen Radfahrrechts in Bayern in der Reichsratskammer fand Unterstützung bei Reichsrat Hans Veit zu Toerring-Jettenbach und in der Kammer der Abgeordneten bei den Abgeordneten Andreas Deinhard und Franz August Schenk von Stauffenberg. 1898 erwirkte der Verband den Erlass der Oberpolizeilichen Vorschriften für den Radverkehr am 1. März des Jahres, der alle bisher gültigen Vorschriften niedriger Verwaltungsgliederungen ersetzte und das Fahrrad dem Fuhrwerk gleichstellte. Mitgeführt werden musste eine von der Ortspolizei grundsätzlich nur für Personen ab 14 Jahren ausgestellte „Fahrkarte“. Der Verband gehörte dann dem 1898 gegründeten Kartell deutscher und österreichischer Rad- und Motorfahrer-Verbände an.
Weitere Anliegen des Vereins waren die Verbesserung der Straßen, des Fahrradtransports per Eisenbahn, die Aufhebung der Radfahrverbots für Geistliche einzelner Erzbistümer usw. Der Verein bot neben Werkstätten auch Rechtsschutz.
Ab 1901 nannte sich der Verband Verband zur Wahrung der Interessen der Bayerischen Rad- und Motorfahrer. 1925 schloss sich der Verband der 1924 gegründeten Vereinigung Deutscher Radsport-Verbände an. Sitz des Vereins blieb immer München.

### Mitgliedsverbände 1896/97
1896/97 waren folgende Radfahrerverbände Mitglied im Verband zur Wahrung der Interessen der bayerischen Radfahrer:
- Freie Vereinigung der älteren Münchener Radfahrer-Vereine (Freie Vg. d. ält. Münchener RV)
- Verband der radfahrenden Mitglieder der Künstlergesellschaft „Allotria“ München
- Offiziersverbände der Bayerischen Armee:
  - Verband der radfahrenden Officiere des Ingenieur-Corps, München
  - Verband der radfahrenden Officiere des Cadetten-Corps, München
  - Verband der radfahrenden Officiere des Inf.-Leib.-Reg., München
  - Verband der radfahrenden Officiere des 2. Inf.-Reg., München
  - Verband der radfahrenden Officiere des 3. Feld-Art.-Reg., München
  - Verband der radfahrenden Officiere des 6. Inf.-Reg., Amberg
  - Verband der radfahrenden Officiere des 7. Inf.-Reg., Bayreuth
  - Verband der radfahrenden Officiere des 10. Inf.-Reg., Ingolstadt
  - Verband der radfahrenden Officiere des 17. Inf.-Reg., Germersheim
  - Verband der radfahrenden Officiere des 15. Inf.-Reg., Neuburg an der Donau
  - Verband der radfahrenden Officiere des 16. Inf.-Reg., Passau
  - Verband der radfahrenden Officiere des 19. Inf.-Reg., Erlangen
  - Verband der radfahrenden Officiere des 1. Pionier-Bat., Ingolstadt
  - Verband der radfahrenden Officiere des 2. Pionier-Bat., Speyer
  - Verband der radfahrenden Officiere des 1. Jäger-Bat., Kempten

## Bedeutende Mitglieder
- Hermann Julius von Rotenhan (1836–1914), Gründungsvorsitzender, kgl. Kämmerer und Oberst z. D.[3]
- Max Edelmann, Gründungsschatzmeister und damals Student[3]

### Ehrenmitglieder  (unvollständig)
- Prinz Franz von Bayern (seit 1896)[3]
- Prinz Alfons von Bayern (seit 1896)[3]
- Herzog Siegfried in Bayern (seit 1896)[3]
- Ernst Speer (seit 1903), praktischer Arzt und ehemaliger 2. Vorsitzender[10]

## Publikationen
- Oberst z. D. Freiherr von Rotenhan: Die Entwicklung der Landstraßen und die Anforderungen der Gegenwart an dieselben mit besonderer Berücksichtigung Bayerns. Zusammengestellt von einem Fachmann und herausg. im Auftrag des Verbandes zur Wahrung der Interessen der bayerischen Radfahrer von dem I. Vorstand, München 1897.
- Franz Ludwig Wirschinger: Das Radfahrer-Recht im Königreiche Bayern. Bearbeitet im Auftrage des Verbandes zur Wahrung der Interessen der bayerischen Radfahrer, J. Schweitzer, München 1898.
- Velociped-Fahrkarte und Verzeichnis der in Bayern erlaubten und verbotenen Wege. Herausgegeben vom Verband zur Wahrung der Interessen der bayerischen Radfahrer, 1898.[11]
- Blätter für Rad- und Motorfahrer. Offizielles Organ des Verbandes zur Wahrung der Interessen bayerischer Rad- und Motorfahrer; Redaktion und Verlag Augustenstraße 82, München.